# Ludovico di Württemberg
Il duca Ludovico di Württemberg (in tedesco Ludwig Friedrich Alexander von Württemberg; Trzebiatów, 30 agosto 1756 – Kirchheim unter Teck, 20 settembre 1817) fu generale di cavalleria dell'esercito russo e governatore di Riga.

## Biografia

### Infanzia

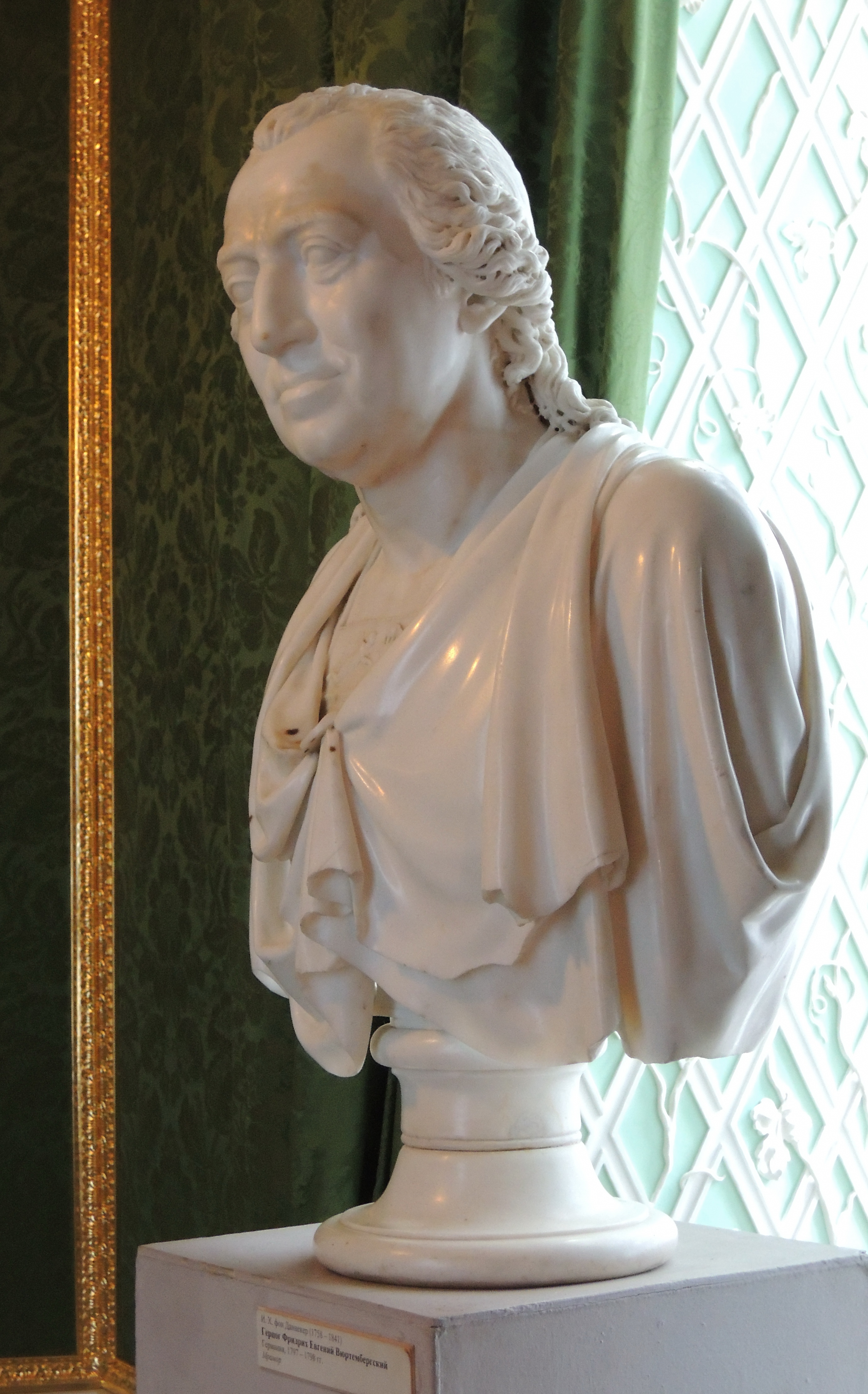
Busto di Federico II Eugenio del Württemberg

Ludovico era figlio di Federico II Eugenio di Württemberg e di Federica Dorotea di Brandeburgo-Schwedt. Da parte di padre discendeva dalla famiglia reale del Württemberg, mentre da parte di madre discendeva dai margravi di Brandeburgo e dai re di Prussia.

### Primo matrimonio

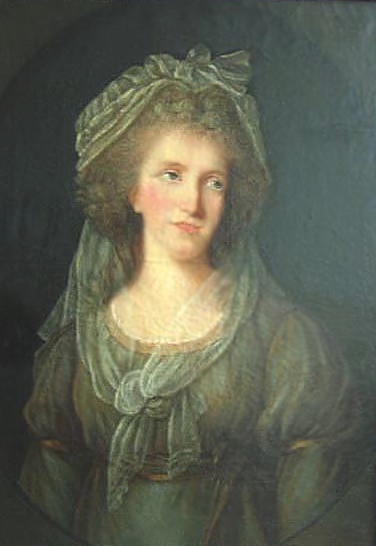
Ritratto di Maria Anna Czartoryska, di Élisabeth Vigée Le Brun, 1793.

Sposò il 28 ottobre 1784 Maria Czartoryska (1768–1854), figlia del Principe Adam Kazimierz Czartoryski e della contessa Isabella Flemming, dalla quale divorziò nel 1793.

### Secondo matrimonio

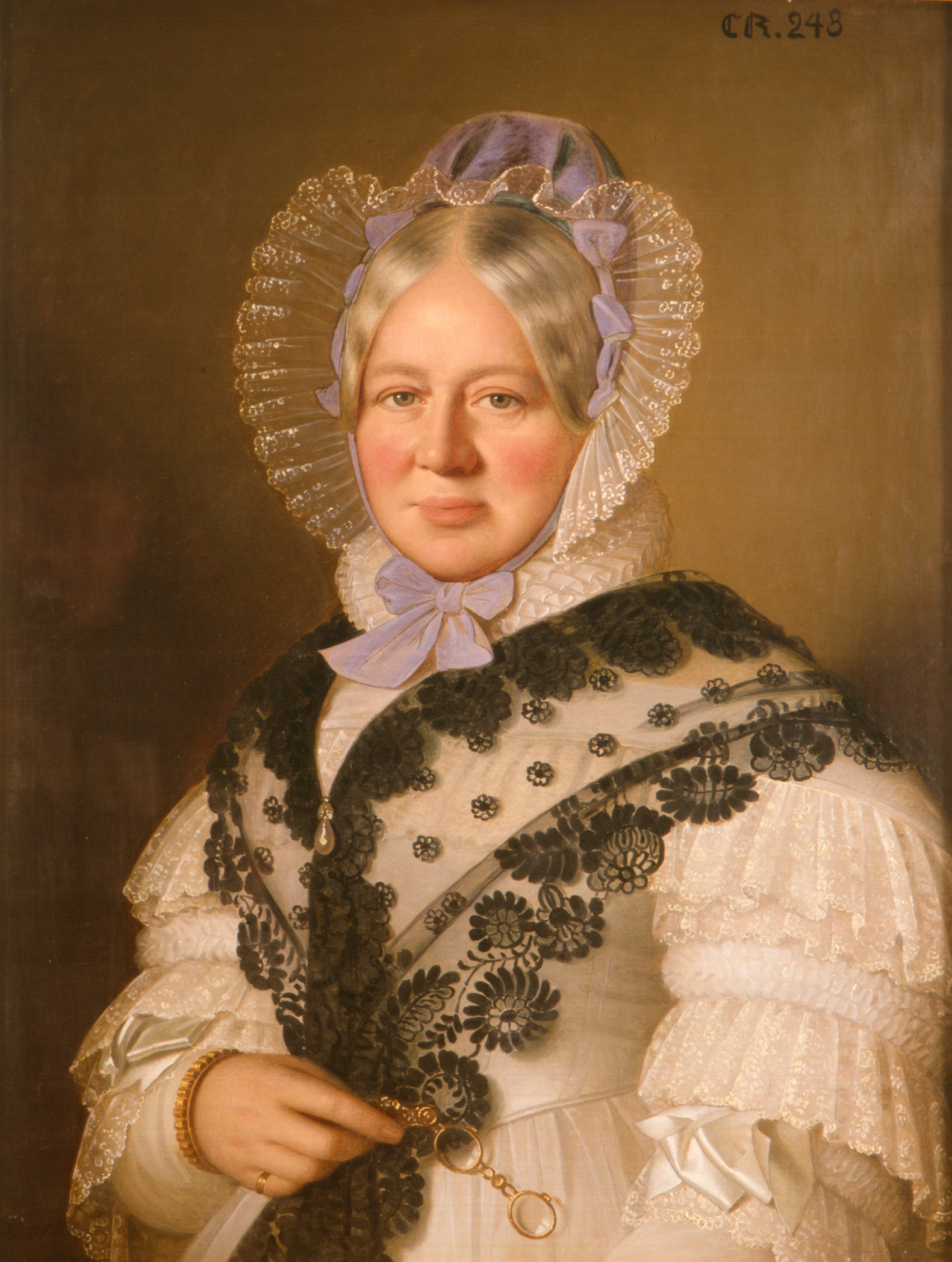
Enrichetta di Nassau-Weilburg ritratta da Anton Eisle

Il 28 gennaio 1797 a Ermitage, nei pressi di Bayreuth, Luigi sposò la Principessa Enrichetta di Nassau-Weilburg (poi di Nassau), figlia di Carlo Cristiano, duca di Nassau-Weilburg e della principessa Carolina di Orange-Nassau.
Egli è un antenato della regina Elisabetta II del Regno Unito, re Juan Carlos I di Spagna e Charles Napoléon.

### Carriera militare

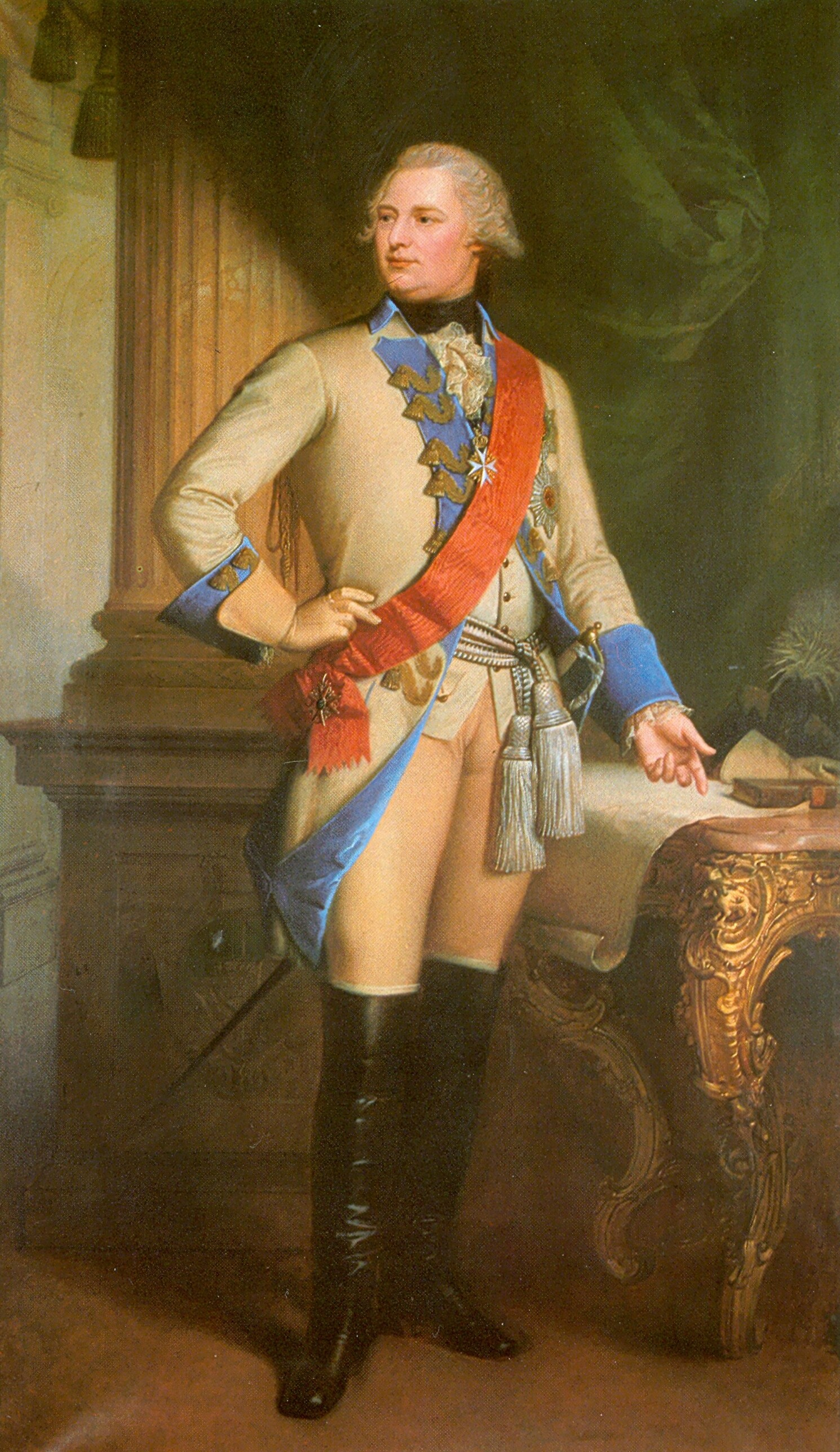
Ritratto di Federico I di Württemberg

Ludovico visse una vita molto al di sopra delle sue possibilità, contraendo un'enorme serie di debiti. Grazie alle buone relazioni con la famiglia imperiale russa, la sorella era la zarina Maria Fëdorovna, entrò nell'esercito russo e venne nominato governatore di Riga. Nel 1807 si trasferisce con la famiglia nel Württemberg, ed il fratello Federico gli assegna il comando delle Guardie.

### Attività sociali

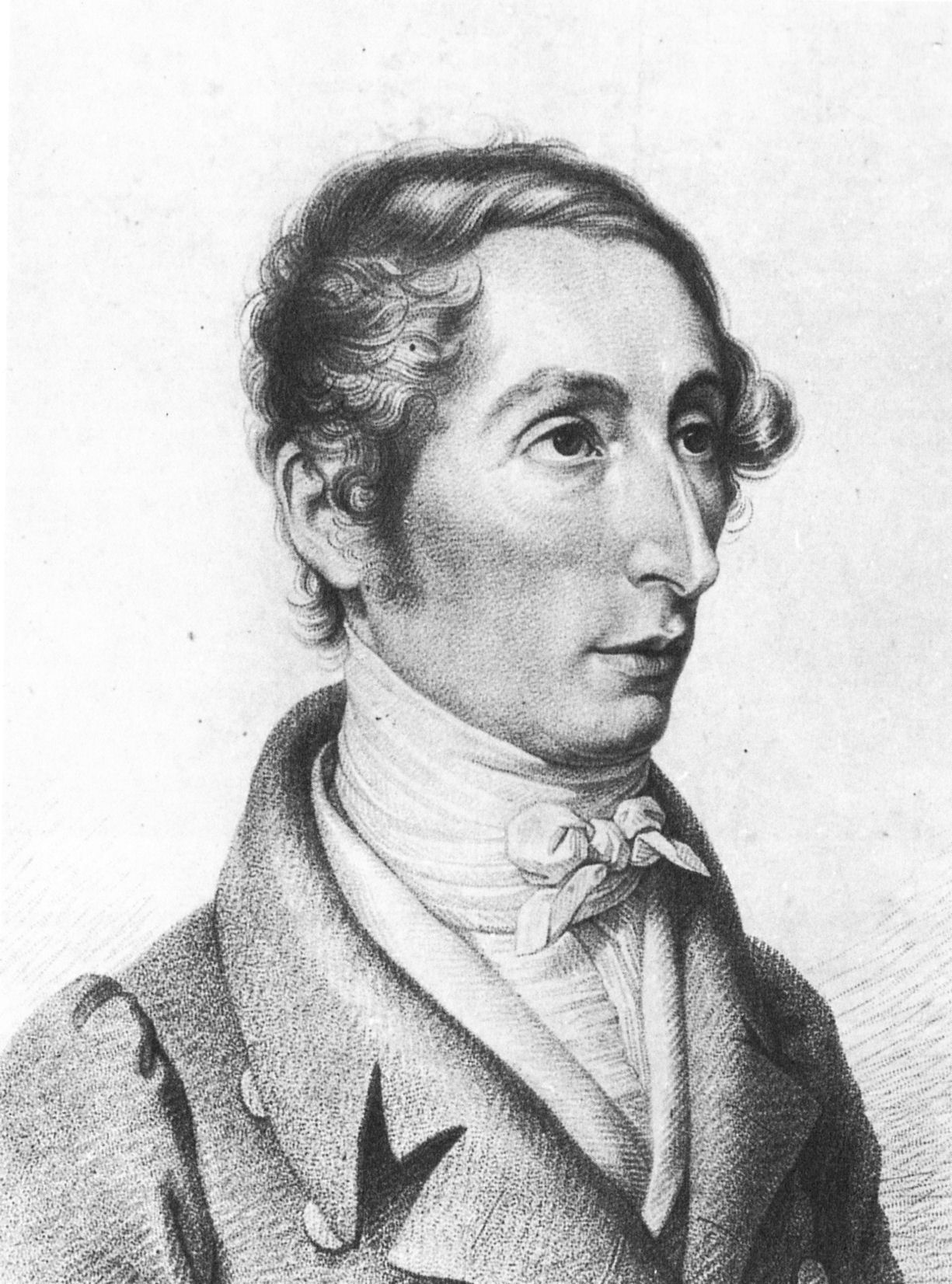
Carl Maria von Weber

Tra il 1807 e il 1810, il duca Luigi impiegò il compositore Carl Maria von Weber come suo segretario, senza doveri musicali. Weber e il fratello maggiore del duca Federico si detestavano reciprocamente a vicenda, e il compositore fu bandito dal Württemberg, dopo le accuse di appropriazione indebita di alcuni soldi del duca.

### Morte

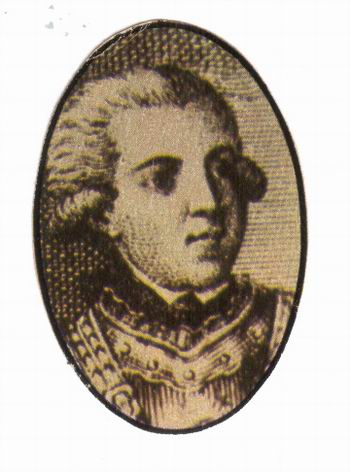
Ludovico del Württemberg

Il duca Ludovico morì il 20 settembre 1817 a Kirchheim unter Teck.

## Discendenza
Ludovico e Maria Czartoryska ebbero un solo figlio prima di divorziare nel 1793:
- duca Adam Karl Wilhelm Stanislaus Eugen Paul Ludwig del Württemberg (16 gennaio 1792 - 27 luglio 1847); concesso lo status di altezza reale il 26 dicembre 1805.

Dal secondo matrimonio tra Ludovico e la Principessa Enrichetta di Nassau-Weilburg nacquero cinque figli:
- duchessa Maria Dorotea Luisa Guglielmina Carolina del Württemberg (1º novembre 1797 - 30 marzo 1855); concesso lo status di altezza reale il 26 dicembre 1805; sposò nel 1819 l'Arciduca Giuseppe, Palatino d'Ungheria (9 marzo 1776 - 13 gennaio 1847).[1]
- duchessa Amalia Teresa Luisa Guglielmina Filippina del Württemberg (28 giugno 1799 - 28 novembre 1848); concesso lo status di altezza reale il 26 dicembre 1805; sposò nel 1817 Giuseppe, duca di Sassonia-Altenburg (27 agosto 1789 - 25 novembre 1868).[1]
- duchessa Paolina Teresa Luisa del Württemberg (4 settembre 1800 - 10 marzo 1873); concesso lo status di altezza reale il 26 dicembre 1805; sposò nel 1820 il cugino di I grado, Guglielmo I del Württemberg.[1]
- duchessa Elisabetta Alessandrina Costanza del Württemberg (27 febbraio 1802 - 5 dicembre 1864); concesso lo status di altezza reale il 26 dicembre 1805; sposò nel 1830 il Principe Guglielmo di Baden (8 aprile 1792 - 11 ottobre 1859).[1]
- duca Alessandro Paulo Luigi Costantino del Württemberg (9 settembre 1804 - 4 luglio 1885); concesso lo status di altezza reale il 26 dicembre 1805; sposò morganaticamente, il 2 maggio 1835, la contessa Claudine Rhédey von Kis-Rhéde, ed ebbe figli (21 settembre 1812 – 1º ottobre 1841);[1] fondò il secondo ramo del Casato del Württemberg, noto come Duchi di Teck.

## Ascendenza
|                                             |                                          |                                                           | Genitori                                  |  |  | Nonni |  |  | Bisnonni                                |  |  | Trisnonni                   |  |
|                                             |                                          |                                                           |                                           |  |  |       |  |  | Federico Carlo di Württemberg-Winnental |  |  | Eberardo III di Württemberg |  |
|                                             |                                          |                                                           |                                           |  |  |       |  |  | Federico Carlo di Württemberg-Winnental |  |  | Eberardo III di Württemberg |  |
|                                             |                                          | Anna Caterina Dorotea di Salm-Kyrburg                     |                                           |  |  |       |  |  | Federico Carlo di Württemberg-Winnental |  |  |                             |  |
| Carlo I Alessandro di Württemberg           |                                          |                                                           |                                           |  |  |       |  |  | Federico Carlo di Württemberg-Winnental |  |  |                             |  |
|                                             |                                          | Eleonora Giuliana di Brandeburgo-Ansbach                  | Alberto II di Brandeburgo-Ansbach         |  |  |       |  |  |                                         |  |  |                             |  |
|                                             |                                          | Eleonora Giuliana di Brandeburgo-Ansbach                  | Alberto II di Brandeburgo-Ansbach         |  |  |       |  |  |                                         |  |  |                             |  |
|                                             |                                          | Eleonora Giuliana di Brandeburgo-Ansbach                  | Sofia Margherita di Oettingen-Oettingen   |  |  |       |  |  |                                         |  |  |                             |  |
| Federico II Eugenio di Württemberg          |                                          | Eleonora Giuliana di Brandeburgo-Ansbach                  |                                           |  |  |       |  |  |                                         |  |  |                             |  |
|                                             |                                          | Anselmo Francesco di Thurn und Taxis                      | Eugenio Alessandro di Thurn und Taxis     |  |  |       |  |  |                                         |  |  |                             |  |
|                                             |                                          | Anselmo Francesco di Thurn und Taxis                      | Eugenio Alessandro di Thurn und Taxis     |  |  |       |  |  |                                         |  |  |                             |  |
|                                             |                                          | Anselmo Francesco di Thurn und Taxis                      | Anna Adelaide di Fürstenberg-Heiligenberg |  |  |       |  |  |                                         |  |  |                             |  |
| Maria Augusta di Thurn und Taxis            |                                          | Anselmo Francesco di Thurn und Taxis                      |                                           |  |  |       |  |  |                                         |  |  |                             |  |
|                                             |                                          | Maria Ludovica Anna di Lobkowicz                          | Ferdinando Augusto Leopoldo di Lobkowicz  |  |  |       |  |  |                                         |  |  |                             |  |
|                                             |                                          | Maria Ludovica Anna di Lobkowicz                          | Ferdinando Augusto Leopoldo di Lobkowicz  |  |  |       |  |  |                                         |  |  |                             |  |
|                                             |                                          | Maria Ludovica Anna di Lobkowicz                          | Maria Anna di Baden-Baden                 |  |  |       |  |  |                                         |  |  |                             |  |
| Ludovico Federico Alessandro di Württemberg |                                          | Maria Ludovica Anna di Lobkowicz                          |                                           |  |  |       |  |  |                                         |  |  |                             |  |
|                                             | Filippo Guglielmo di Brandeburgo-Schwedt | Federico Guglielmo I di Brandeburgo                       |                                           |  |  |       |  |  |                                         |  |  |                             |  |
|                                             | Filippo Guglielmo di Brandeburgo-Schwedt | Federico Guglielmo I di Brandeburgo                       |                                           |  |  |       |  |  |                                         |  |  |                             |  |
|                                             | Filippo Guglielmo di Brandeburgo-Schwedt | Sofia Dorotea di Schleswig-Holstein-Sonderburg-Glücksburg |                                           |  |  |       |  |  |                                         |  |  |                             |  |
| Federico Guglielmo di Brandeburgo-Schwedt   | Filippo Guglielmo di Brandeburgo-Schwedt |                                                           |                                           |  |  |       |  |  |                                         |  |  |                             |  |
|                                             |                                          | Giovanna Carlotta di Anhalt-Dessau                        | Giovanni Giorgio II di Anhalt-Dessau      |  |  |       |  |  |                                         |  |  |                             |  |
|                                             |                                          | Giovanna Carlotta di Anhalt-Dessau                        | Giovanni Giorgio II di Anhalt-Dessau      |  |  |       |  |  |                                         |  |  |                             |  |
|                                             |                                          | Giovanna Carlotta di Anhalt-Dessau                        | Enrichetta Caterina d'Orange              |  |  |       |  |  |                                         |  |  |                             |  |
| Federica Dorotea di Brandeburgo-Schwedt     |                                          | Giovanna Carlotta di Anhalt-Dessau                        |                                           |  |  |       |  |  |                                         |  |  |                             |  |
|                                             |                                          | Federico Guglielmo I di Prussia                           | Federico I di Prussia                     |  |  |       |  |  |                                         |  |  |                             |  |
|                                             |                                          | Federico Guglielmo I di Prussia                           | Federico I di Prussia                     |  |  |       |  |  |                                         |  |  |                             |  |
|                                             |                                          | Federico Guglielmo I di Prussia                           | Sofia Carlotta di Hannover                |  |  |       |  |  |                                         |  |  |                             |  |
| Sofia Dorotea di Prussia                    |                                          | Federico Guglielmo I di Prussia                           |                                           |  |  |       |  |  |                                         |  |  |                             |  |
|                                             |                                          | Sofia Dorotea di Hannover                                 | Giorgio I del Regno Unito                 |  |  |       |  |  |                                         |  |  |                             |  |
|                                             |                                          | Sofia Dorotea di Hannover                                 | Giorgio I del Regno Unito                 |  |  |       |  |  |                                         |  |  |                             |  |
|                                             |                                          | Sofia Dorotea di Hannover                                 | Sofia Dorotea di Celle                    |  |  |       |  |  |                                         |  |  |                             |  |
|                                             |                                          | Sofia Dorotea di Hannover                                 |                                           |  |  |       |  |  |                                         |  |  |                             |  |